# Idiops briodae
Idiops briodae är en spindelart som först beskrevs av Schenkel 1937.  Idiops briodae ingår i släktet Idiops och familjen Idiopidae.
Artens utbredningsområde är Zimbabwe. Inga underarter finns listade i Catalogue of Life.